# Sébastien Cauet
Pour l’article ayant un titre homophone, voir Sebastian Coe.
Pour les articles homonymes, voir Cauet.
Sébastien Cauet, appelé simplement Cauet, né le 28 avril 1972 à Saint-Quentin (Aisne), est un animateur audiovisuel et producteur de télévision, également DJ, humoriste, imitateur français.
Il commence sa carrière à l'adolescence comme disc jockey puis sur des radios locales dans le Nord de la France. Après un passage par la radio Maxximum, il entre à Fun Radio. Licencié pour une mauvaise plaisanterie, il passe sur Skyrock au milieu des années 1990 puis sur NRJ quelques années après. Devenu éphémère directeur d'antenne sur Europe 2, il y crée avec succès sa matinale Le Morning de Cauet. Fin 2004, il quitte Europe 2 et importe son émission sur Fun Radio. Après quatre années, il part pour Virgin Radio mais y reste peu de temps. Sans émission pendant quelques mois, il retourne sur NRJ mi-2010 et anime une émission le soir, durant sept ans. Ensuite, il revient chez Virgin Radio pour une unique saison, pour repartir chez NRJ dans la tranche de l'après-midi. En parallèle de sa carrière radiophonique, il est régulièrement à la télévision depuis 1994, dans une grande variété d'émissions, avec autant de succès que d'échecs.
Depuis novembre 2023, accusé d'agressions sexuelles et de viols par plusieurs femmes, il est suspendu d'antenne par NRJ. En mai 2024, il est mis en examen et placé sous contrôle judiciaire, mesure qui lui interdit d'exercer à la radio ou à la télévision. En juillet 2024, son contrôle judiciaire est allégé, il est autorisé à exercer une activité radio et télévision mais sans public.
Le lundi 28 avril 2025, il reprend l'animation de la matinale d’Europe 2, diffusée en direct de 7h à 11h et succède à Benjamin Castaldi.

## Biographie
Sébastien Jean Maurice Cauet, dit Cauet, est né le 28 avril 1972 à Saint-Quentin. Fils d'ouvriers de la sucrerie de Marle — Guy Robert Cauet (1931-1992) et Micheline Marguerite Robillard (1934-1982) —, Cauet a passé son enfance à Marle (Aisne).

### Carrière à la radio
Il commence sa carrière de DJ dès l'âge de 15 ans aux côtés de Sylvestre Blondelle, qui deviendra Mista Sly (anciennement DJ SLY) sur la radio 91,4 rebaptisée NRL, Nouvelle Radio de Laon (puis Radio Fréquence Laon). Il anime également des soirées disco en extérieur le weekend. Son premier nom de micro était Sébastien, signature jingle de toutes ses émissions.
Sébastien Cauet réalise ensuite plusieurs passages sur diverses radios locales (dont CSM Picardie). Il étudie en école de commerce (ESDE Paris) mais ne parviendra pas au bout de ses études pour des raisons familiales. En 1991, il rejoint le réseau national Maxximum, tout d'abord en tant que stagiaire de Fabrice Revault et Joachim Garraud au studio de production, ensuite à l'antenne alors que Maxximum est devenue M40, où il remplace l'animateur de nuit. En 1993, Benoît Sillard, alors PDG de Fun Radio, l'engage en tant qu'assistant d'Arthur, dont il se sépare après un mois pour devenir animateur à part entière sur Fun Radio où il présente la libre antenne, puis la matinale et ponctuellement La nuit des auditeurs (avec Difool, Arnold ou Bill).
Le 27 janvier 1995, il fait dans sa matinale une mauvaise plaisanterie sur le camp de concentration d'Auschwitz, qu'il fait semblant de ne pas reconnaître et pense que c'est une « maison de campagne à retaper ». Il est alors suspendu d'antenne, puis licencié de Fun Radio pour faute grave, avec une clause de non-concurrence d'un an. En août 1995, il rejoint Skyrock en remplacement de Tabatha Cash pour une émission de 18 h à 20 h 30. L'émission ne durera qu'une semaine car Fun Radio invoque la clause de non-concurrence. Le 1er janvier 1996, il reprend la matinale de Skyrock (6 h-9 h), avec Miko. Il quitte la station deux ans plus tard, ne se sentant pas en phase avec la nouvelle couleur musicale 100 % rap. À la rentrée 1998, il lance Le Gros Zafternoon sur NRJ de 17 h à 20 h. L'émission est un échec et est arrêtée au bout de trois mois. Puis Christophe Sabot, dirigeant de NRJ Group, lui propose le poste de directeur d'antenne d'une autre radio du Groupe NRJ, Rire & Chansons. Il décide de moderniser totalement l'antenne et réussit à augmenter l'audience de la station. En décembre 1999, tout en restant directeur d'antenne de Rire et Chansons, il accède aux fonctions de directeur d'antenne de NRJ, poste qu'il occupe jusqu'à avril 2000.
En 2000, il quitte NRJ pour Europe 2 où il devient directeur d'antenne d'août 2000 à avril 2001. En avril 2001, ne trouvant pas d'animateur de la matinale qu'il estime à la hauteur, il reprend l'antenne lui-même et lance le Morning de Cauet sur Europe 2 (6 h-9 h) avec Miko, Boudine, Caro, Sylvain. L'émission est un succès avec deux millions d'auditeurs. En 2002, la matinale est prolongée jusqu'à 10 h avec une nouvelle équipe : Cécile, Miko, Cartman et Piètre (Jean-Pierre Dannic).
En 2002, grâce à ce succès, Le Morning de Cauet sur Europe 2 (en public) est diffusé chaque vendredi sur MCM (CaueTivi). En juillet 2004, Cauet quitte Europe 2. En octobre 2004, Cauet fait son retour sur Fun Radio avec toute son équipe pour animer Le morning de Cauet de 6 h à 10 h. L'émission en public (CaueTivi) du vendredi passe de MCM à TF6 et en Belgique francophone est diffusée sur Plug TV. Le 27 novembre 2004, il réalise le « plus long morning du monde », restant 35 heures à l'antenne et battant le record d'Arthur sur Europe 2. En 2008, après quatre ans passés sur l'antenne de Fun Radio, Cauet et la station décident d'un commun accord de ne pas renouveler le contrat. L'animateur rejoint alors Virgin Radio à la rentrée 2008 (anciennement Europe 2 où il avait déjà travaillé) afin d'y animer pendant un an Cauet se lâche sur Virgin Radio de 6 h à 9 h, toujours avec la même équipe. Bruno Guillon le remplace à la rentrée 2009.
En 2010, Cauet fait son retour à la radio même si, de 2009 à 2010, il était sociétaire de l'émission Les Grosses Têtes de Philippe Bouvard, sur la radio RTL. Le 23 août 2010, il rejoint NRJ en animant C'Cauet, de 21 h à minuit, avec Énora Malagré, Piètre, Julie, Jeff, Gueguette, Marion, Justin et Jérémy. Il succède à MIKL et son « Émission Sans Interdit ». Cauet fait remonter les scores d'audience sur la tranche 21h-minuit.
D'août 2010 à juin 2013, son émission est diffusée de 21 h à minuit et est la première émission du soir de France, Belgique et Suisse depuis 2012. En septembre 2013, l'émission est avancée d'une heure, passant à 20 h à 23 h ainsi qu'en septembre 2014 alors diffusée entre 19 h et 22 h. En novembre 2014, l'émission C'Cauet bat son record d'audience avec 956 000 auditeurs quotidiens. Au fil des saisons, l'équipe change : Piètre, Gueguette et Julie restent mais Enora part à l'issue de la première saison en 2011, Justin part avant la fin de la troisième saison en 2013, Jean-Moul part à la rentrée 2013, Marion, Amir, Mika et Jeff (qui continue tout de même de travailler avec Cauet) quitte l'émission à la rentrée 2015 et Jérémy part à la rentrée 2016. Loris rejoint l'émission fin 2014 et Bérénice à la rentrée 2015 mais cette dernière part à la rentrée 2016 tandis que Mika revient lors de cette même rentrée accompagné de Marlène.
Il quitte NRJ en juin 2017 et arrive sur Virgin Radio à partir du 29 août 2017 pour présenter l'émission Cauet s'lâche du lundi au vendredi de 18h à 21h,. Son équipe est composée de Pietre, Miko, Jeff, Bichette, Bordas, Marie, Stouf. Le 29 juin 2018, Sébastien Cauet anime sa dernière émission sur Virgin Radio, car il quitte la station après une seule saison.
Le 27 août 2018, Sébastien Cauet est de retour sur NRJ pour animer les fins d'après-midi dans C'Cauet. Le 1er mai 2020, il présente, durant deux heures, le NRJ Music Tour dans votre salon, un concert virtuel géant organisé par le groupe NRJ dans 18 pays sur différentes applications et plateformes d'internet.
En novembre 2023, il est suspendu d'antenne par NRJ à la suite de plaintes déposées contre lui pour agressions sexuelles. Contestant cette suspension d'antenne, Sébastien Cauet dépose plainte auprès du tribunal de commerce de Paris qui le déboute en mai 2024, estimant que « les conditions d'exécution normale du contrat de l’animateur n’étant plus réunies ».
Le 12 juillet 2024, la justice décide d'alléger partiellement son contrôle judiciaire et l'autorise à exercer à nouveau une activité radio et télévision « mais sans public en studio ou sur les plateaux »,.
Le 28 avril 2025, Sébastien Cauet reprend la matinale d’Europe 2 . Il succède à Benjamin Castaldi à la tête de la tranche 7h-11h.

### Carrière à la télévision
Le 11 juin 1994, Sébastien Cauet commence sa carrière télévisuelle en animant en compagnie de Laurent Boyer le concert Dance Machine 3 diffusé sur M6 (chaîne appartenant au groupe RTL comme Fun Radio). Il coprésente ensuite la quatrième (23 septembre 1994) et la cinquième édition (4 février 1995) de Dance Machine. Sur M6, il anime aussi pendant un an sa propre émission musicale quotidienne (lundi, mardi, jeudi, vendredi) à partir du 26 septembre 1994 : Allo Cauet.
En 2003, en plus des retransmissions de ses émissions radio sur MCM, Cauet entre à TF1. Après la diffusion du pilote le 23 juin 2003, le vrai début du nouveau talk-show La Méthode Cauet a lieu le 11 septembre 2003. L'émission est produite par sa société de production Be Aware ainsi que par Loribel (société de Bataille et Fontaine) avant de n'être produite que par Be Aware. Le talk-show réalise de forts taux d'audience le jeudi en deuxième partie de soirée sur TF1. Cauet surfe alors sur le succès de sa Méthode avec Cauet retourne la télé, diffusé en prime time sur TF1 à trois reprises : 7 juillet 2006, 24 mars 2007 et 9 mai 2008. Cette émission a pour objet de parodier des émissions, des séries, publicités. Il présente aussi Pas de vacances pour Cauet, une émission en seconde partie de soirée l'été où Cauet et son équipe testent les jobs d'été à différents endroits : la Côte d'Azur le 17 août 2006, la Corse le 16 août 2007 et les États-Unis lors de trois numéros en août 2008.
En 2006, Cauet connaît un premier échec sur TF1. Ayant obtenu de Disney la licence des droits du Muppet Show, il produit sans succès l'émission Muppets TV (diffusée d'octobre à décembre 2006 sur TF1) ; il assurait la voix de Kermit la grenouille. Entre le 7 janvier 2008 et le 15 février 2008, Cauet anime La Cauetidienne sur TF1 de lundi au vendredi à 17h35. Si l'émission fait parler d'elle à cause des frasques de Cauet (il se blesse sur le tournage de l'émission), elle n'atteint pas ses objectifs d'audience et est vite arrêtée. Fin juin 2008, à la suite du transfert radiophonique de Cauet de Fun Radio à Virgin Radio, CaueTivi s'arrête sur TF6, l'émission ne pouvant suivre l'animateur sur sa nouvelle station. En décembre 2008, La Méthode Cauet s'arrête, en novembre 2014, invité du Tube il déclarera qu'« il y a eu un nouveau directeur des programmes qui s'appelait Laurent Storch […] La Méthode Cauet, c'était pas du tout son truc. » en ajoutant que même s'il avoue ne pas avoir de regrets, il ne voulait pas dire à trente-cinq employés qu'ils étaient chômeurs, la fin de l'émission ayant lieu durant la période de Noël il déclare : « J'ai laissé passer les fêtes de Noël, j'ai gardé la moitié de l'équipe à les payer pendant des mois parce que je savais que si j'arrêtais en cours d'années, ils n'avaient plus de boulot ». Durant l'été 2009, TF1 propose néanmoins un best of du talk-show. Cauet reprend sur TF1 ensuite en 2009 l'émission mythique Tournez Manège. Après une première saison du 28 septembre 2009 au 29 janvier 2010, une deuxième saison est programmée à partir du 25 octobre 2010 toujours de 18h à 19h. Faute d'audience, l'émission s'arrête le vendredi 17 décembre 2010. Entretemps, Cauet a tenté de relancer un talk-show sur TF1. À partir de mars 2010, entouré de chroniqueurs comme Christophe Beaugrand et Christine Bravo, il anime ainsi Ça va s'Cauet le jeudi en deuxième partie de soirée. Mais faute d'audience, l'émission s'arrête fin mai 2010.
Cauet fait son retour à la télévision depuis le 19 novembre 2011 le samedi après-midi, sur la chaine de la TNT NRJ 12, avec une émission de talk-show intitulée Bienvenue chez Cauet. Depuis mercredi 25 avril 2012, cette émission est diffusée le mercredi soir aux alentours de 23 h 15. Bienvenue chez Cauet n'est pas renouvelé en 2013.
À partir d'octobre 2014 à 19 h du lundi au vendredi, il fait son retour sur NRJ 12 avec un nouveau jeu intitulé Chéri, t'es le meilleur, le jeu est constitué de quatre couples où les femmes parient sur les capacités de leurs compagnons. Cependant les audiences sont décevantes et l'émission est plusieurs fois décalée dans la grille, sur le plateau du Figaro TV il déclare : « NRJ12 est une chaîne qui ne va pas très bien et que peu importe ce qu'il y a dessus, ça ne fait pas des triomphes ».
En décembre 2014, il lance une nouvelle émission de prime-times événementiels Qui allez-vous croire ? toujours sur NRJ 12. Cette émission aussi est un échec d'audience.
En 2016-2017, Cauet est chroniqueur dans l'émission de Cyril Hanouna Touche pas à mon poste ! sur C8.
Depuis 2019, il anime C'Cauet le Meilleur (Best-Of de son émission radio) diffusé sur NRJ 12 et depuis 2020 C'Pas la Fin du Monde ! (Bêtisier avec des invités en évènementiel) également sur NRJ 12.

### Débuts au cinéma
Sébastien Cauet prête sa voix a Jack Black dans Rock Academy en interprêtant le rôle de Dewey Finn. Il prête aussi la voix de Garfield (doublé par Bill Murray) dans les films de Garfield et Garfield 2.
En 2006, Sébastien Cauet joue le rôle du maître Convert dans le film Les Aristos réalisé par Charlotte de Turckheim.

### Disc jockey
Sébastien Cauet est l'auteur d'une compilation de musiques mixées Le Mix de Cauet sortie en juillet 2007 et réalise le « Mix de Cauet » (aussi appelé « Cauet Mix »), un ensemble de soirées organisées dans différents clubs de France et de Belgique,,,.

### One-man-show
En janvier 2012, Sébastien Cauet se produit dans un one-man-show au Palais des glaces à Paris nommé Picard For Ever[source secondaire souhaitée].
Le 30 avril 2013, Cauet termine la première partie de sa tournée à Saint-Quentin dans l'Aisne (sa ville natale), l’émission est passé en direct le soir sur la 12e chaîne de la TNT NRJ 12.
En 2014, il reprend sa tournée avec une cinquantaine de dates[source secondaire souhaitée].
À partir de novembre 2018, Cauet joue son nouveau One-Man-Show appelé 100% libre.

### Chef d'entreprise

#### Concept Aware
Comme beaucoup d'animateurs-producteurs, Sébastien Cauet a créé ses propres sociétés de productions. Ses activités étant variées (télévision, radio, presse, produits dérivés), il a fait le choix de créer une structure par activité spécialisée, toutes avec le terme « Be Aware », rendu célèbre par Jean-Claude Van Damme.

#### Presse
Via la société en participation Guts, cofondée avec Gérard Ponson et Hachette Filipacchi Médias, Cauet lance en mars 2006 le magazine Guts en formule hebdomadaire. La publication est arrêtée en août 2006 lorsque la commission paritaire de la presse prive le magazine de son certificat d'inscription, arguant que Guts est un titre « d'autopromotion » pour l'animateur « omniprésent en couverture et à l'intérieur », certains membres allant jusqu'à dire que certains numéros portaient atteinte à la dignité humaine du fait de « l'indigence de certaines rubriques ». Cette décision n'interdit pas le magazine mais le prive des aides nécessaires à sa profitabilité, au premier rang desquelles la TVA presse à taux réduit.
Guts ayant ensuite obtenu son numéro de commission paritaire, Guts est de retour en kiosque depuis le mois d'octobre 2006, en bimestriel. Sébastien Cauet ne participe plus à Guts depuis le mois de décembre 2007 au minimum.

## Vie privée
Son enfance est marquée par le décès de sa mère d'un cancer alors qu’il n’a que dix ans ; son père meurt quand il a vingt ans. Le grand regret de sa vie est que ses parents ne l’aient pas vu accéder à la célébrité. Il s'est confié à Sophie Davant dans Toute une histoire sur les deux drames de sa vie. Au sujet de sa mère, il déclare : « Le décès de ma mère, c'est le cancer et elle est partie assez rapidement. Je me souviens de tout concernant cette période, presque minute par minute. L'annonce, les conséquences de ce qui allait se passer après, l'enterrement ». Concernant la mort de son père, il explique : « Il a fallu que j'arrête mon école de commerce car je n'avais plus d'argent et je vous passe les détails d'un enterrement à gérer quand on a 20 ans. […] Mais vous n'avez pas le temps de pleurer car il faut que le lendemain vous fassiez les papiers pour le rapatriement du corps, faire paraître une annonce dans le journal pour l'enterrement… Tout ce qu'en théorie vous ne devriez pas faire à 20 ans. ».
Pendant près de vingt ans jusqu'à leur séparation en 2016, il a été marié à Virginie, avec qui il a deux enfants : un garçon (né le 23 février 2000) et une fille (née le 25 mai 2002),.
En avril 2021, il officialise son couple avec le mannequin français Nathalie Dartois.

## Polémiques et affaire judiciaire

### Plaisanterie sur la Shoah
Lors de l'émission du 27 janvier 1995 en direct sur Fun Radio, il crée la polémique avec une plaisanterie sur le camp de concentration d'Auschwitz :

« C'est le rêve de pas mal de gens, les maisons de campagne. J'en ai une très sympa à vous proposer qui est en vente actuellement. J'en ai une très, très belle. Je vous ai ramené la photo. [Cauet rit] J'ai vu ça dans le journal. C'est une maison de campagne qui est à l'abandon maintenant. Il faut retaper la toiture. Je lis très très mal l'allemand. Ca s'écrit Aus… Auschwitz. Je ne sais pas dans quel coin ça se trouve. »

Il est licencié pour faute grave. Afin de se justifier, il évoque la pression que fait peser sur lui sa direction et la difficulté de faire rire son public chaque jour en utilisant la provocation sans dépasser certaines limites. Il adresse une lettre d'excuses au grand rabbin de France, qui les accepte. En 2004, Arthur demande la résiliation judiciaire de son contrat avec Fun Radio au moment où Cauet rejoint la station et part sur Europe 2 en raison de ces propos :

« Je ne veux pas que mon nom et mon image soient associés à quelqu'un qui a dérapé sur les camps de concentration. Face à la banalisation des thèses négationnistes, je ne peux pas cohabiter sur une antenne radio avec quelqu'un qui compare le camp d'Auschwitz à un club de vacances. »

### Sketch de Loris Giuliano
Le 22 juin 2016, Loris Giuliano, un membre de l'équipe de l'émission de Cauet, intervient à sa demande « déguisé » en femme de chambre africaine lors d'une prestation de Keen'V. Alors que ce dernier chantait le titre « Elle t'a maté (Fatoumata) », sorti en 2013 et faisait explicitement référence aux accusations d'agression sexuelle, de tentative de viol et de séquestration émises par Nafissatou Diallo à l'encontre de Dominique Strauss-Kahn, Loris Giuliano se frottait contre lui.
Au-delà du caractère dérangeant de la chanson[réf. nécessaire], Cauet et son équipe ont été accusés de racisme[Par qui ?] en raison des stéréotypes véhiculés par le « déguisement ».
Après avoir reçu plusieurs centaines de signalements, le CSA a procédé à un examen de la séquence et « considéré que cette caricature, qui se voulait humoristique, renvoyait à un stéréotype péjoratif et était de nature à choquer ».
Par ailleurs, il a estimé qu'elle « n’avait pas pour but de discriminer un groupe de personnes à raison de leur origine ».

### Accusations d'agressions sexuelles et de viols
À la mi-novembre 2023, Sébastien Cauet est accusé par des tweets d'agressions sexuelles sur mineure, à la suite de quoi il porte plainte contre son accusatrice pour harcèlement moral et diffamation,. Le 21 novembre 2023, le magazine L'Obs déclare qu’une femme a déposé deux plaintes contre l'animateur pour viols, dont l'un se serait produit lorsqu'elle était mineure. D'autres témoignages se sont ajoutés à la plainte. D'un commun accord avec la radio NRJ, Sébastien Cauet est provisoirement retiré de l'antenne. Il porte plainte pour tentative d’extorsion de fonds et dénonciation calomnieuse. Une semaine plus tard, Cauet est visé par deux nouvelles plaintes pour viol et agressions sexuelles,. Le 15 décembre, une quatrième femme l'accuse d'agression sexuelle. Le 16 janvier, il saisit le tribunal de commerce pour un retour immédiat à l'antenne sur NRJ.
Le 8 février 2024, une cinquième femme porte plainte contre lui pour viol et agression sexuelle.
Le 7 mai 2024, le tribunal de commerce de Paris déboute Sébastien Cauet et sa société de production Be Aware alors que l'animateur réclamait son retour à l'antenne de NRJ après en avoir été écarté en novembre 2023 à la suite des plaintes. NRJ n'a pas d'obligation de reprogrammer Cauet ni de l'indemniser.
Le 24 mai 2024, à l'issue d'une garde à vue, Sébastien Cauet est mis en examen pour un viol sur mineure commis en novembre 2014 à Genève, un viol sur mineure commis en 1994 et un viol sur majeure commis en 2011 à Paris, ainsi que des agressions sexuelles sur mineures commises en 2012. Il est placé sous contrôle judiciaire, lui interdisant d'exercer l'activité d'animateur de radio, et lui imposant de verser une caution de 100 000 € ainsi que de suivre des soins. Ses avocats annoncent un appel de ces conditions,. Le 12 juillet 2024, la justice décide d'alléger partiellement son contrôle judiciaire et l'autorise à exercer à nouveau une activité radio et télévision « mais sans public en studio ou sur les plateaux »,.
Le 15 novembre 2024, la Cour d'appel de Paris déboute Sébastien Cauet, dans le litige qui opposait Sébastien Cauet et la radio NRJ.

## Présence à la télévision

### Comme animateur
- 1993-1995 : Dance Machine (M6)
- 1994-1995 : Allô Cauet ? (M6)
- 2003-2008 : La Méthode Cauet (TF1)
- 2003-2004 : Le Meilleur de Cauet (MCM)
- 2004-2008 : CaueTivi (TF6)
- 2005 : Sex prime (TF6)
- 2006-2008 : Cauet retourne la télé ! (TF1)
- 2006-2008 : Pas de vacances pour Cauet ! (TF1)
- 2007 : Cauet c'est que du Fun (TF6)
- 2008 : La Cauetidienne (TF1)
- 2008 : Cauet fait le tour de... (TF6)
- 2008 : Cauet à New York (TF6)
- 2009 : Cauet, 15 ans de radio... (TF6)
- 2009 : Cauet retourne la Méthode sur TF1
- 2009 : Méfiez-vous des idées reçues (avec Jean-Pierre Foucault) (TF1)
- 2009 : 50 images étonnantes, vrai ou faux ? (avec Jacques Legros) (TF1)
- 2009-2010 : Tournez manège ! (TF1)
- 2010 : Ça va s'Cauet (TF1)
- 2011 - 2013 : Bienvenue chez Cauet (NRJ 12)
- 2012 : Cauet fait le tour de Marseille (TF6)
- 2013 : Le plus grand fan (TF6)
- 2014 : Chéri, t'es le meilleur (NRJ 12)
- 2014-2015 : Qui allez-vous croire ? (NRJ 12)
- 2016-2017 : L'Œuf ou la Poule ? (C8)
- 2018 : C'Cauet TV (NRJ12)[77]
- 2019-2023 : C'Cauet, le meilleur (NRJ 12)
- 2020 : C'Pas la Fin du Monde ! (NRJ 12)
- 2020 : NRJ Music Tour dans ton salon (NRJ 12)
- 2023 : La méthode Cauet, les 20 ans (C8)[réf. nécessaire]

### Autres
- 2002 et 2018 : Candidat à Fort Boyard
- 2012 : 180 jours avec Cauet, les coulisses du one man sur TF6
- 2015 : Cauet au Palais des Sports sur NRJ12
- 2016-2017 : Touche pas à mon poste ! sur C8 : chroniqueur
- 2019 : Le Grand Concours sur TF1 : candidat

### Titres CD-single
- 2002 - Cauet président (parodie de Born to Be Alive de Patrick Hernandez)
- 2002 - Nickel loft (parodie de How you remind me de Nickelback)[78]
- 2003 - J'ai des petits problèmes dans mon pantalon (parodie de Plantation de Kana)[79]
- 2003 - Lève les bras (parodie de Inch allah de MC Solaar)[80]
- 2003 - La braille pas ! (parodie de La bamba des Los Lobos, pour Star Academy 3)[81]
- 2003 - La photocopieuse (parodie d' Aquarela do Brasil de Paulo Coelho)
- 2003 - Les p'tits bouts (parodie de We will rock you de Queen)
- 2005 - T'es Radio Star (parodie de Video killed the radio star des Buggles)
- 2005 - Laissez-moi cuver (parodie de Laissez moi danser de Dalida, pour Star Academy 4)
- 2005 - Bali Balo (parodie de California dreamin des Royal Gigolos)
- 2006 - Zidane y va marquer (parodie de Madan de Salif Keita et de Martin Solveig)
- 2007 - Argent-Argent (featuring Miko alias Mopral) (parodie de Dragostea Din Tei de O-Zone)[82]

### Titres album/compilations
- 2002 - Le lapinou dans la garrigue
- 2002 - Le lapinou à l'Élysée (featuring Miko)
- 2013 - Monte le son (mai 2013)

## Œuvres

### Imitations
Cauet s'est essayé à l'imitation.

### CD audio
(classés par ordre chronologique)
- L'album (1994)
- L'album version censurée (la piste numéro 11 The Doc's sound a été retirée peu de temps après la sortie de la première version à la suite d'une plainte) (1994)
- Je m'excuse… (juillet 1994)
- Le disque (octobre 1994)
- Cauet's World (mai 1996)
- Président (avril 2002)
- Le meilleur of - The compile qui déchire sa race (juin 2002)
- Le meilleur of - The compile qui déchire sa race deuxième édition (ajout de la piste Nickel Loft et retrait de la piste Le Sourd) (juillet 2002)
- Nickel Loft (juillet 2002)
- J'ai des petits problèmes dans mon pantalon - Leve les bras (janvier 2003)
- Poubel'Man (mars 2003)
- Le meilleur of vol. 2 - The compile qui déchire sa race (avril 2003)
- La braille pas (novembre 2003)
- Argent-Argent (featuring Mopral) (juin 2004)
- T'es radio star (janvier 2005)
- Ma compile qui déchire (aussi appelée Ça déchire) (mai 2005)
- Zidane y va marquer (juillet 2006)
- Le mix de Cauet (juillet 2007)
- La Fin du Monde (décembre 2012)
- Monte le Son (mai 2013)
- Mange des nems ! (mai 2013)
- C'est pas fini ce bordel ?! (juin 2014)
- Kylian y va marquer ! (23 juin 2021)

### Livres
- Comment passer l'an 2000 sans passer pour un con ? (coécrit avec Dutilleul) - 1999 - Broché
- Mr & Mrs have a son - mars 2002 - Michel Lafon
- L’Agenda Cauet 2013-2014 - août 2013 - Michel Lafon
- L'agenda Cauet 2014-2015 - août 2014 - Michel Lafon
- T'es habillé comme tout le monde, mais tu ressembles à personne ! - mars 2019 - Robert Laffont

### Autres
- Sébastien Cauet a donné son nom à un hamburger vendu par la chaîne de restauration rapide Quick, nommé le « Cauet Burger » en avril 2006. Cette opération fut reconduite 16 ans après en mai 2022, ajoutant en plus de la version classique, une version « Spicy Chicken »[source secondaire souhaitée].

### Filmographie

#### Acteur

##### Films
- 2006 : Les Aristos[84] de Charlotte de Turckheim : maître Gilbert Convert

##### Séries télévisées
- 2009 : Muppets TV : Kermit la grenouille (voix)

#### Doublage
- Bill Murray dans :
  - Garfield (2004) : Garfield (voix)
  - Garfield 2 (2006) : Garfield (voix)
- 2004 : Rock Academy : Dewey Finn (Jack Black)

## Pour approfondir